# トロント・スター
『トロント・スター』（英語：The Toronto Star ）は、カナダの新聞。カナダの日刊紙としては最大部数を誇る。本社はオンタリオ州トロントにあり、オンタリオ州のほぼ全土に向け配送されている。トロント・スター新聞社はトースター（Torstar）社の傘下であるスター・メディア・グループ（Star Media Group）の分社となっている。

## 沿革
1892年に「スター紙（The Star）」がトロントにて「アフタヌーン・ニュース紙（Afternoon News）」の印刷所及び執筆者によって創刊。もともと「イブニング・スター紙（The Evening Star）」、その後正式には「トロント・デイリー・スター紙（The Toronto Daily Star）」として知られていた。最初の数年は不振が続いたが、1899年から1948年の間編集長となったジョセフ・「ホーリー・ジョー」アトキンソンによって繁栄した。
アトキンソンは社会的な良心を強く持ち、現在の福祉国家論に関連した動機で筆をふるった。「スター紙」は北米の新聞の中でも、常に普通の市民に焦点を当てた独自の視点を持っていた。カナダ政府デジタルコレクションによると、「アトキンソンと当時の首相マッケンジー・キングとの友好関係が、カナダの社会福祉政策の発展に大きな影響を与えた」とされている。ただしアトキンソンは同時に、スター紙の主要株主となる抜け目ない事業家であり、個人的な富を集めることとなった。スター紙はそれぞれの時代でイエロー・ジャーナリズムとして何度も批判された。
1971年に「トロント・デイリー・スター紙」は「トロント・スター紙（The Toronto Star）」と改称し、本社をクイーンズ・キーとヤング・ストリートの交差点に建つビル「ワン・ヤング・ストリート（One Yonge Street）」に移転した。

## 政治的スタンス
トロント・スターの編集方針はカナダ的な意味でのリベラルである。特に競合紙であるグローブ・アンド・メール紙と比較され、その政治的スタンスは常に議論の的である。長い間、カナダのナショナリズムを代表していて、1980年代はアメリカ合衆国との自由貿易協定に反対の立場をとっていた。しばしばその編集方針が読者を驚かせることもあった。トロント・スター紙はイラク戦争初期には反対の立場であったし、アメリカの大統領ジョージ・W・ブッシュの政策には厳しい批判をしていたが、アメリカのミサイル防衛へのカナダの参加を支持した。
トロント・スターはたいていの場合、いくつかの例を除いて、連邦議会ではカナダ自由党を支持している。1940年代から1980年代にはオンタリオ議会では主にオンタリオ進歩保守党を支持していた。一般的には革新系の流れを組むメディアとして知られるが、編集方針としては急進的な社会的変化を叫ぶことは避けている。最近では社会的貧困や多文化主義に焦点を当てた記事を特集している。

## エピソード
- アーネスト・ヘミングウェイはトロント・スターの記者として働いていた際、特派員としてパリに渡りガートルード・スタインらとの知遇を得て小説を書き始めた。
- 「スーパーマン」の作者の一人ジョー・シャスター（英語版）は、1920年代にトロント・デイリー・スターで新聞配達員として働いた経験がある。シャスターはトロント・デイリー・スターにちなんで、主人公クラーク・ケントの勤務先を「デイリー・スター紙（The Daily Star）」とした。その後、新聞社名は「デイリー・プラネット紙（The Daily Planet）」に変更された。